# Mario Gasparini
Mario Gasparini, slovenski zdravnik in politik, * 23. avgust 1935.
Bil je kirurg, prvi direktor Splošne bolnišnice Izola, izolski župan in poslanec. Leta 2017 je postal častni občan Izole.